# Csaba Ternyák

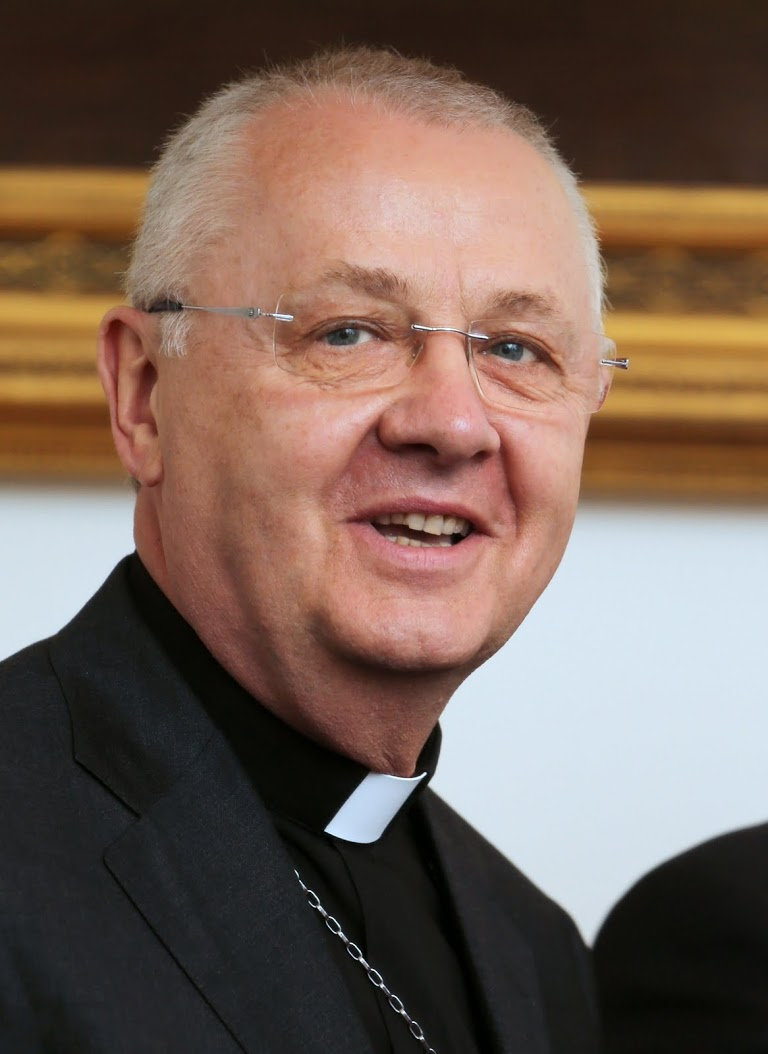
Csaba Ternyák Erzbischof von Eger (2014)

Wappen vom Csaba Ternyák

Csaba Ternyák (* 4. Dezember 1953 in Fertőszentmiklós, Ungarn) ist ein ungarischer Geistlicher und Erzbischof von Eger.

## Leben
Csaba Ternyák studierte Philosophie und Katholische Theologie am Priesterseminar des Bistums Győr sowie an der Katholischen Péter-Pázmány-Universität in Budapest. Anschließend wurde er zur Fortsetzung seines Studiums nach Rom entsandt. Ternyák erwarb an der Päpstlichen Universität Gregoriana ein Diplom in Fach Dogmatik. Am 21. Juni 1979 empfing er durch den Bischof von Győr, Kornél Pataky, das Sakrament der Priesterweihe.
Ternyák wurde Sekretär des Bischofs von Győr. Von 1988 bis 1992 war er Rektor des Päpstlichen Kollegiums Germanicum et Hungaricum in Rom. Zudem war Csaba Ternyák Postulator der Seligsprechungsprozesse von Vilmos Apor und Ladislaus Batthyány-Strattmann. Von 1992 bis 1997 war er als Sekretär der Ungarischen Katholischen Bischofskonferenz tätig.
Am 24. Dezember 1992 ernannte ihn Papst Johannes Paul II. zum Titularbischof von Eminentiana und bestellte ihn zum Weihbischof im Erzbistum Esztergom. Die Bischofsweihe spendete ihm am 6. Januar 1993 Johannes Paul II. im Petersdom; Mitkonsekratoren waren die Kurienerzbischöfe Giovanni Battista Re, damaliger Offizial im Staatssekretariat, und Justin Francis Rigali, damaliger Sekretär der Kongregation für die Bischöfe. Csaba Ternyák wählte sich den Wahlspruch Ipsi gloria in saecula! („Ihm sei Ehre in Ewigkeit!“), der dem Brief des Paulus an die Römer (Röm 11,36 ) entstammt.
Am 11. Dezember 1997 bestellte ihn Papst Johannes Paul II. zum Sekretär der Kongregation für den Klerus und ernannte ihn zum Titularerzbischof pro hac vice. Am 15. März 2007 wurde Csaba Ternyák von Papst Benedikt XVI. zum Erzbischof von Eger ernannt; die feierliche Inthronisation und Amtseinführung fand am 9. Juni desselben Jahres statt.